# Saint-Didier (Ille-et-Vilaine)
Saint-Didier is een gemeente in het Franse departement Ille-et-Vilaine (regio Bretagne). De plaats maakt deel uit van het arrondissement Fougères-Vitré. Saint-Didier telde op 1 januari 2022 2.030 inwoners.

## Geografie
De oppervlakte van Saint-Didier bedroeg op 1 januari 2022 14,14 vierkante kilometer; de bevolkingsdichtheid was toen 143,6 inwoners per km².

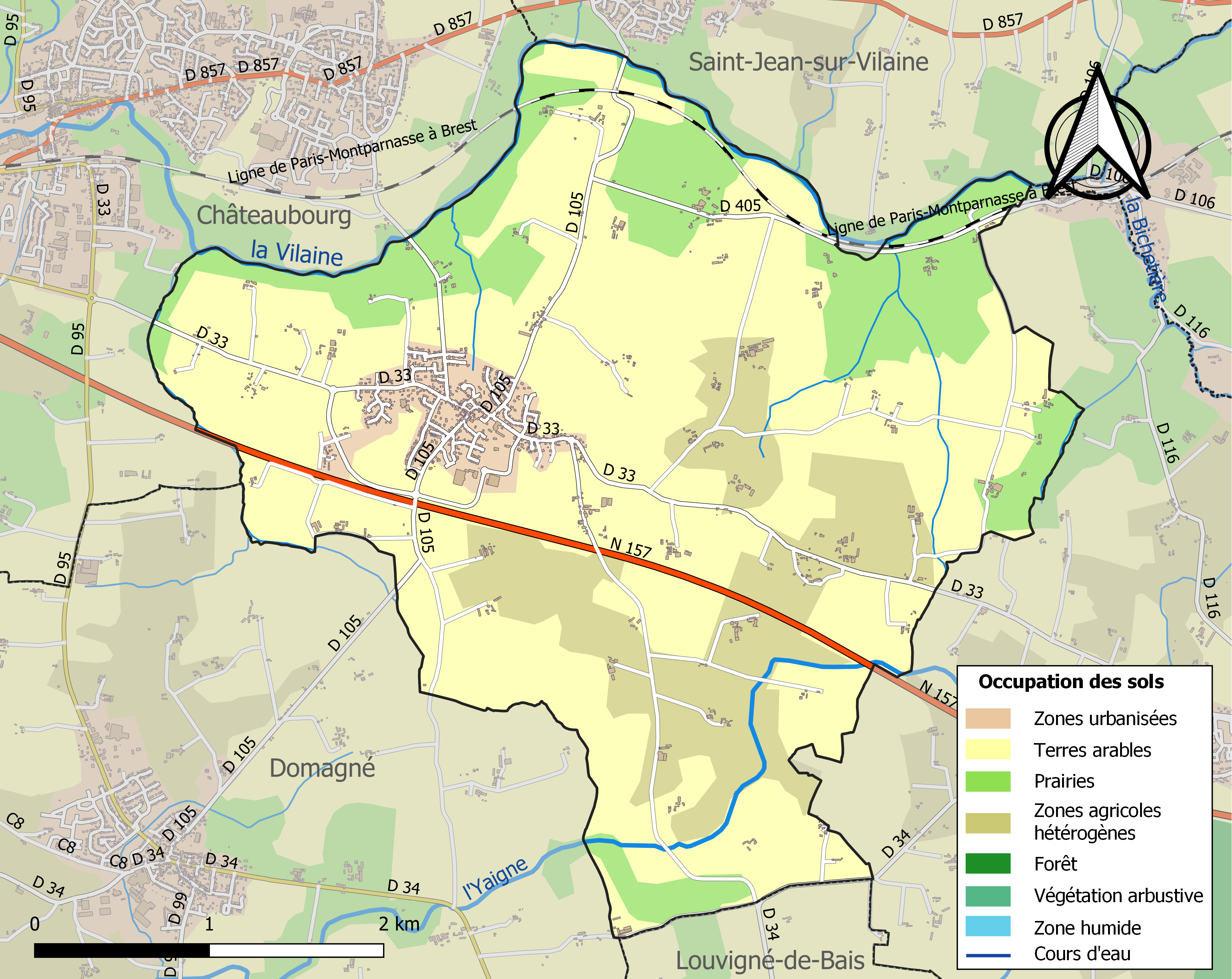
Kaart van de gemeente met belangrijkste infrastructuur, bodemgebruik en omliggende gemeenten

## Demografie
Onderstaande figuur toont het verloop van het inwonertal, bron: INSEE-tellingen. 